# Marquard Slevogt
Temple de la renommée allemand : 1988
Marquard ou Marquardt Friedrich Franz Slevogt (né le 22 mars 1909 à Karlsruhe,, mort le 25 mai 1980 à Munich) est un joueur professionnel allemand de hockey sur glace.

## Carrière
Il grandit à Aschaffenbourg, en Bavière.
Marquard Slevogt fait sa carrière principalement au SC Riessersee. Il est champion d'Allemagne en 1927 puis perd ce titre en finale face au Berlin SC en 1928 malgré son but et est de nouveau l'année suivante vice-champion face au Berlin SC malgré son but.
Marquard Slevogt participe avec l'équipe nationale aux Jeux olympiques de 1928 à Saint-Moritz et aux Jeux olympiques de 1932 à Lake Placid où l'Allemagne remporte la médaille de bronze. Il prend part également au Championnat du monde 1930 où l'Allemagne est championne d'Europe et Championnat d'Europe 1927.
C'est pourquoi il fait partie du Temple de la renommée du hockey allemand.